# Schwarzenbek
Schwarzenbek kisváros Németországban, Schleswig-Holstein tartományban. Lakosainak száma 17 370 fő (2023. december 31.).

## Városrészek
| - Alter Forsthof - Blinde Koppel - Bölkau | - Mühlenkamp - Nord-Ost - Rülau | - Schmiedekamp - Lupus Park (Gewerbepark) - Industriegebiet |

## Népesség
A település népességének változása:
| Lakosok száma | 11 658 | 16 261 | 16 374 | 16 447 | 16 940 | 17 317 | 17 370 |
|               | 1975   | 2016   | 2017   | 2019   | 2021   | 2022   | 2023   |